# Dish of the Day
Dish of the Day es el tercer álbum de la banda alemana de rock Fool's Garden. Publicado en 1995, contiene la canción más popular del grupo, "Lemon Tree".
Todas las letras de las canciones fueron escritas por Peter Freudenthaler

## Listado de canciones
| N.º | Título         | Escritor(es)                 | Duración |  |
| 1.  | «Ordinary Man» | Hinkel, Freudenthaler        | 3:30     |  |
| 2.  | «Meanwhile»    | Hinkel, Freudenthaler        | 4:41     |  |
| 3.  | «Lemon Tree»   | Hinkel, Freudenthaler        | 3:11     |  |
| 4.  | «Pieces»       | Hinkel, Freudenthaler        | 3:55     |  |
| 5.  | «Take Me»      | Fool's Garden                | 4:17     |  |
| 6.  | «Wild Days»    | Hinkel, Freudenthaler        | 3:46     |  |
| 7.  | «The Seal»     | Hinkel, Freudenthaler        | 4:22     |  |
| 8.  | «Autumn»       | Hinkel, Freudenthaler        | 3:43     |  |
| 9.  | «The Tocsin»   | Hinkel, Freudenthaler, Röhl  | 2:50     |  |
| 10. | «Finally»      | Hinkel, Claus-Dieter Wissler | 4:30     |  |
| 11. | «One Fine Day» | Hinkel, Freudenthaler        | 7:02     |  |

## Músicos
- Peter Freudenthaler - voz.
- Volker Hinkel - guitarra, coros, programación.
- Roland Röhl - teclados.
- Thomas Mangold - bajo.
- Rafl Wochele - batería, coros.
- Gitte Haus, Tina Müller, Julia Noch y Karin Rossow - coros.[3]

## Sencillos
- «Wild Days» (primera versión)
- «Lemon Tree»
- «Wild Days» (re-release)
- «Pieces»